# 동홍초등학교
동홍초등학교는 대한민국 제주특별자치도 서귀포시 동홍동에 있는 공립 초등학교이다.

## 학교 연혁
- 1996년 12월 20일 : 제주도교육위원회에서 가칭칭감아
- 2000년 2월 1일 : 신축 공사 준공군
- 2000년 3월 1일: 개교실에서 춤추기
- 2001년 2월 16일 : 제1회 졸업(남 41, 여 28, 계 69명 졸업)
- 2001년 3월 1일 : 4학급 증설, 전체 19학급
- 2001년 9월 1일 : 제2대 교장 양성언 선생님 부임
- 2002년 3월 1일 : 5학급 증설, 전체 24학급
- 2002년 9월 1일 : 제3대 교장 김평하 선생님 부임
- 2003년 3월 1일 : 6학급 증설, 전체 30학급
- 2003년 3월 1일 : 제주도교육청 지정 유해환경정화교육 시범학교(2년간)
- 2004년 3월 1일 : 4학급 증설, 전체 34학급
- 2005년 3월 1일 : 3학급 증설, 전체 37학급
- 2006년 9월 1일 : 제4대 교장 이경주 선생님 부임
- 2006년 3월 1일 : 제주도교육청 지정 교실수업개선 시범학교(2년간)
- 2007년 3월 1일 : 37학급 편성
- 2008년 3월 1일 : 제5대 교장 강춘생 선생님 부임
- 2008년 9월 1일 : 제6대 교장 현상진 선생님 부임
- 2009년 3월 1일 : 제주특별자치도교육청 지정 건강장애 특수교육 시범 연구학교(2년간)
- 2009년 3월 30일 : 도서관, 영어체험실, 음악실, 특별실 증축, 울타리, 비가림 설치
- 2010년 3월 1일 : 제7대 교장 강봉은 선생님 부임
- 2011년 2월 16일 : 제11회 졸업 (총 1701명)
- 2011년 3월 1일 : 어린이 환우 상설 병원학교 운영
- 2011년 3월 1일 : 제8대 교장 강일봉 선생님 부임
- 2011년 3월 1일 : 41학급 편성(신설 특수학급 포함)
- 2011년 3월 1일 : 41학급 편성(신설 특수학급 포함)
- 2011년 9월 2일 : 2개 교실 증축
- 2012년 1월 24일 : 본관동 뒤뜰 소공원 조성
- 2012년 2월 9일 : 제12회 221명 졸업(총 1,922명)
- 2012년 3월 1일 : 제주특별자치도교육청 지정 영재교육 시범학교 운영(2년간)
- 2012년 9월 14일 : 2개교실 증축
- 2012년 12월 12일 : 여구배구단 창단
- 2013년 2월 14일 : 제13회 215명 졸업(총 2,137명)
- 2013년 3월 1일 : 44학급 편성(특수학급 1학급 포함)
- 2013년 3월 1일 : 제주특별자치도교육청지정 인성교육 실천 선도학교 운영(2013.3.1.~2014.2.28.)
- 2014년 2월 14일 : 제14회 207명 졸업(총 2,344명)
- 2014년 3월 1일 : 제주특별자치도교육청지정 스포츠교육 시범학교 운영(2014.3.1~2~2016.2.29)
- 2014년 9월 1일 : 제9대 교장 공태수 선생님 부임
- 2015년 2월 13일 : 제15회 215명 졸업(총 2,559명)
- 2015년 3월 1일 : 47학급 편성(특수학급 1학급 포함)
- 2016년 2월 5일 : 제16회 207명 졸업(총 2,766명)
- 2016년 3월 1일 : 46학급 편성(특수학급 1학급 포함)
- 2017년 2월 8일 : 제17회 204명 졸업(총 2,970명)
- 2017년 3월 1일 : 45학급 편성(특수학급 1학급 포함)
- 2017년 3월 1일 : 제10대 교장 백철호 선생님 부임
- 2018년 1월 26일 : 제18회 186명 졸업(총 3,156명)
- 2018년 3월 1일 : 전체 45학급 편성(특수학급포함)
- 2019년 1월 24일 : 제19회 220명 졸업(총 3,377명)
- 2019년 3월 1일 : 제11대 교장 김대민 선생님 부임
- 2019년 3월 1일 : 전체 45학급 편성(특수학급 학급 포함)몰유두

## 참고 자료
- 동홍초등학교 - 한국교육학술정보원 학교알리미